# رودني والاس (سياسي)
رودني والاس (بالإنجليزية: Rodney Wallace)‏ هو سياسي أمريكي، ولد في 21 ديسمبر 1823 في الولايات المتحدة، وتوفي في 27 فبراير 1903 في نفس البلد. حزبياً، نشط في الحزب الجمهوري. وقد انتخب عضو مجلس نواب ماساتشوستس وانتخب عضو مجلس النواب الأمريكي.